# Ángel María Vázquez Díaz de Tuesta
Ángel María Vázquez Díaz de Tuesta (España, 11 de diciembre de 1957) es un diplomático español. Es embajador de España en Estonia (desde 2025).

## Carrera diplomática
Ángel María nació en España. Tras licenciarse en Geografía e Historia en la Universidad de Valladolid, ingresó en la carrera diplomática (1988).
Ha estado destinado en las Embajadas de España en: Israel (1991), Francia (1994) y Rusia (2002). Ha sido embajador de España en Bolivia (2012-2017), así como cónsul general en São Paulo (2017) y Río de Janeiro (2022).
En el Ministerio de Asuntos Exteriores, Unión Europea y Cooperación - MAEUEC (Madrid) ha sido: jefe de área de Cooperación Política en la Secretaría General de Política Exterior, asesor en el Gabinete del ministro (1999-2002), director de división en la Dirección General de la Oficina de Información Diplomática, y subdirector general adjunto de Comunicación Exterior (2006). También ha sido: secretario general de la Casa Separad-Israel (2007-2009); vocal asesor en el Departamento de Política Internacional del Gabinete del Presidente del Gobierno  (2009-2011), subdirector general de Comunicación Exterior en la Oficina de Información Diplomática (2011-2012); y vocal asesor en la dirección general de América del norte, Europa oriental, Asia-Pacífico (2020-2022).